# Mischocyttarus nigroclavatus
Mischocyttarus nigroclavatus är en getingart som beskrevs av Zikan 1949. Mischocyttarus nigroclavatus ingår i släktet Mischocyttarus och familjen getingar. Inga underarter finns listade i Catalogue of Life.